# Joachim Hoffmann (Gewerkschafter)
Joachim Hoffmann (geboren 15. September 1922 in Halle (Saale); gestorben am 28. Februar 2002 in Berlin) war ein FDGB-Funktionär und Historiker.

## Leben
Joachim Hoffmann besuchte die Volksschule und das Gymnasium seiner Geburtsstadt. Während des Zweiten Weltkrieges war er von 1940 bis 1945 Soldat der Wehrmacht. Er nahm am Überfall auf die Sowjetunion als Obergefreiter teil. 1945 geriet er in sowjetische Kriegsgefangenschaft. Dort war er bis 1949 interniert und besuchte die Antifaschule 2041.
Er kehrte 1949 nach Berlin zurück und war ab 1950 Mitarbeiter des Bundesvorstandes des Freien Deutschen Gewerkschaftsbundes (FDGB). Hoffmann wurde Mitglied der Sozialistischen Einheitspartei Deutschlands (SED) und war zeitweilig Chefredakteur der Zeitung Die Arbeit. Gewerkschaftszeitschrift für Theorie und Praxis und Persönlicher Mitarbeiter des FDGB Vorsitzenden Herbert Warnke. Im März 1963 promovierte er als Dr. oec. an der Universität Leipzig. 1971 wurde er nach eigenen Angaben aus dem Bundesvorstand des FDGB ausgeschlossen.
Von 1971 bis 1986 war er wissenschaftlicher Mitarbeiter am „Institut für Politik und Wirtschaft“, u. a. auch für das spätere Politbüromitglied Herbert Häber.

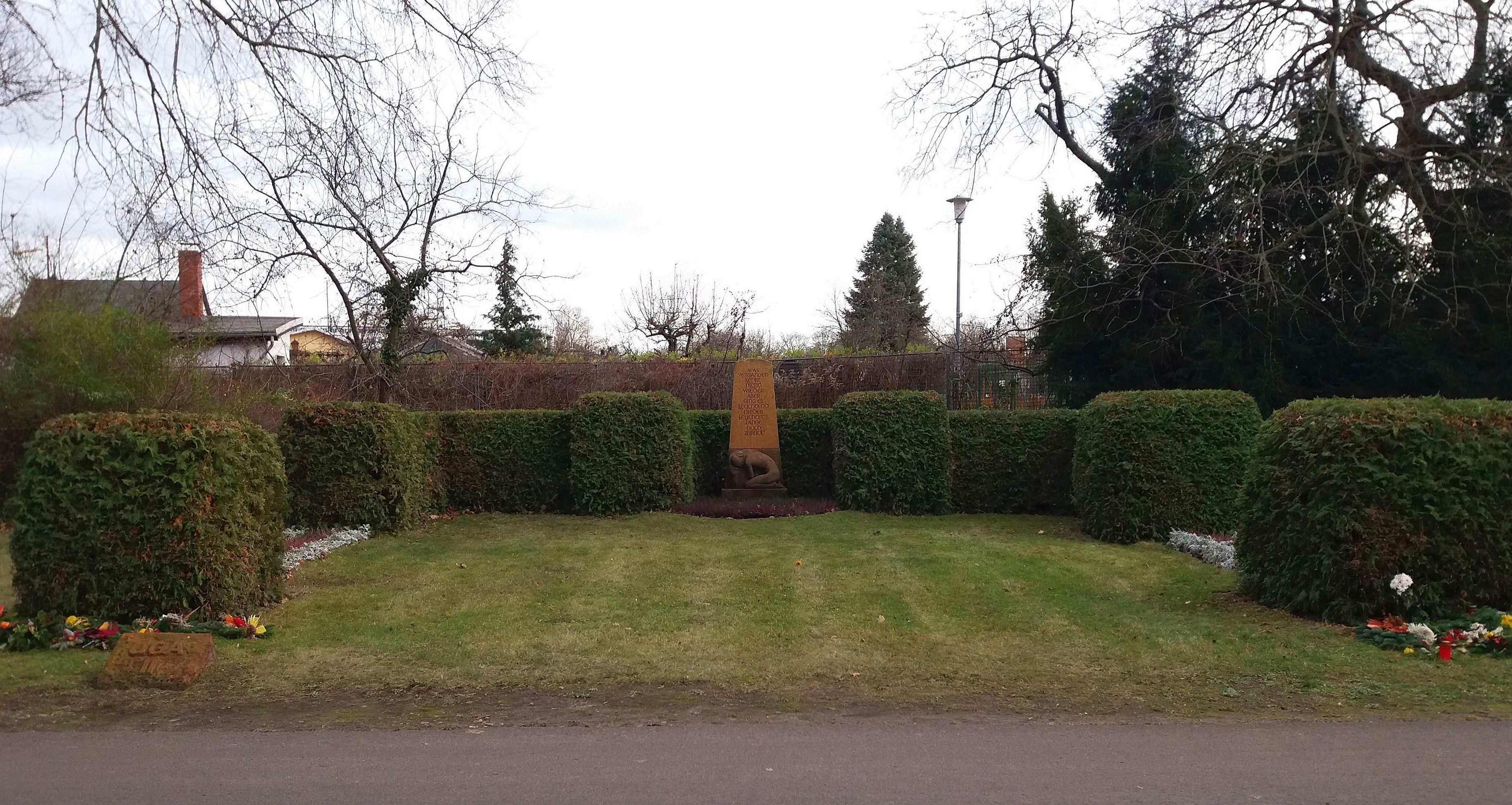
Zentralfriedhof Friedrichsfelde, Urnengemeinschaftsanlage Nr. 2

Hoffmann engagierte sich für den Erhalt der Gedenkstätte der Sozialisten auf dem Zentralfriedhof Friedrichsfelde. Er war Gründungsmitglied des „Förderkreises Erinnerungsstätte der deutschen Arbeiterbewegung Berlin-Friedrichsfelde e. V.“ im Oktober 2002.
Nach seinem Tod am 28. Februar 2002 wurde Joachim Hoffmann in der Urnengemeinschaftsanlage Nr. 2 auf dem Zentralfriedhof Friedrichsfelde bestattet. Einer der Trauerredner war der Bezirksbürgermeister von Lichtenberg Wolfram Friedersdorff (Die Linke).

## Schriften
- Erste Erfahrungen der ständigen Produktionsberatungen in den sozialistischen Betrieben. Verlag Tribüne, Berlin 1959.
- Joachim Hoffmann, Günter Pöggel: Thesen zur Dissertation „Die Entwicklung der gewerkschaftlichen Leitungstätigkeit zur Organisierung der wachsenden Masseninitiative beim umfassenden Aufbau des Sozialismus“. FDGB, Berlin 1963.
- Die Entwicklung der gewerkschaftlichen Leitungstätigkeit zur Organisierung der wachsenden Masseninitiative beim umfassenden Aufbau des Sozialismus. Leipzig 1963. (Dissertation Wirtschaftswissenschaften vom 14. März 1963)
- Joachim Hoffmann, Heinz Brühl, Karl-Heinz Rüger: Metallarbeiter kontra Monopole. Zum Streikkampf der westdeutschen Metallarbeiter im Frühjahr 1963. Verlag Tribüne, Berlin 1963.
- 2. Mai 1933. Tatsachen und Lehren. (Von Mitarbeitern des. FDGB-Bundesvorstandes unter Leitung von Dr. Joachim Hoffmann und Heinz Brühl ausgearbeitet). Verlag Tribüne, Berlin 1963.
- Johanna Töpfer, Joachim Hoffmann: Westdeutsche Gewerkschaften. Klassenorganisation oder „Ordnungsfaktor“? Staatsverlag der DDR, Berlin 1967 (=Politik aktuell)
- Joachim Hoffmann, Otto Schröder, Kurt Voigtlander: Heißer Herbst. Streikkämpfe westdeutscher Arbeiter im September 1969. Mit einem Vorwort von Adolf Deter. Verlag Tribüne, Berlin 1968.
- Wirtschaftsbeziehungen zwischen sozialistischen und kapitalistischen Ländern im Kampf um die Durchsetzung der friedlichen Koexistenz von Staaten unterschiedlicher Gesellschaftsordnung.  (Ausgearb. auf d. Grundlage von Materialien d. Institut für Internationale Politik und Wirtschaft der DDR). Urania, Leipzig 1978 (= Schriftenreihe für den Referenten)
- Novemberrevolution in Berlin – Märzkämpfe in Lichtenberg. Berlin 1989.
- In deinem Friedrichsfelde ruht … Der Berliner Zentralfriedhof Friedrichsfelde in der deutschen Geschichte. Hrsg. von der Berliner Vereinigung ehemaliger Teilnehmer am antifaschistischen Widerstand, Verfolgter des Naziregimes und Hinterbliebener (BVVdN) e. V. BVVdN e.V, Berlin 1996.[5]
- Der Januarstreik. In: Berlin Kalender 1998. Verlag Haude und Spener / Edition Luisenstadt, 1998, S. 42–43, ISBN 3-7759-0417-4.
- Berlin-Friedrichsfelde. Ein deutscher Nationalfriedhof – Kulturhistorischer Reiseführer. Das Neue Berlin, Berlin 2001, ISBN 3-360-00959-2[6]